# اسپرینگویو (نبراسکا)
اسپرینگویو(به انگلیسی: Springview) شهری در ایالت نبراسکا کشور ایالات متحده آمریکا است که جمعیت آن در سرشماری سال ۲۰۱۰ میلادی، ۲۴۲ نفر بوده‌است.